# Бландек
Бландек (фр. Blendecques) насеље је и општина у североисточној Француској у региону Север-Па д Кале, у департману Па де Кале која припада префектури Сент Омер.
По подацима из 2011. године у општини је живело 5.196 становника, а густина насељености је износила 543,51 становника/km². Општина се простире на површини од 9,56 km². Налази се на средњој надморској висини од 25 метара (максималној 93 m, а минималној 7 m).

## Демографија
| 1962. | 1968. | 1975. | 1982. | 1990. | 1999. | 2011. |
| ----- | ----- | ----- | ----- | ----- | ----- | ----- |
| 3.943 | 4.431 | 5.014 | 5.338 | 5.210 | 5.186 | 5.196 |

График промене броја становника у току последњих година